# Марія Єлизавета Саксен-Майнінгенська
Марія Єлизавета Саксен-Майнінгенська (нім. Maria Elisabeth von Sachsen-Meiningen, 23 вересня 1853 — 22 лютого 1923) — принцеса Саксен-Майнінгенська, донька герцога Саксен-Майнінгену Георга II та прусської принцеси Шарлотти. Композиторка та піаністка. Авторка маршів та романсів. У своїй резиденції в Берхтесгадені регулярно зустрічалася з близьким колом митців, заохочувала талановитих співаків, фінансуючи їхню освіту.

## Біографія
Народилась 23 вересня 1853 року у Потсдамі третьою дитиною та єдиною донькою в родині кронпринца Саксен-Майнінгену Георга та його першої дружини Шарлотти Прусської. Мала старших братів Бернгарда та Георга Альбрехта. Мешкало сімейство переважно у Берліні та Потсдамі, на батьківщині матері, інколи повертаючись до Майнінгену. Герцогством в цей час правив дід Марії Єлизавети, Бернгард II.
Наступного року після появи доньки мати знову завагітніла і у березні 1855 року народила сина, який прожив добу. Сама мати померла в той же день. За місяць до цього не стало малого Георга Альбрехта. Марія Єлизавета та Бернхард після втрати матері залишилися під опікою батька, який дуже сумував за дружиною, оскільки віддано її кохав. За три роки він одружився з юною Феодорою Гогенлое-Лангенбурзькою. Від цього союзу у принцеси з'явилися єдинокровні брати Ернст та Фрідріх.
У 1866 році батько став правлячим герцогом Саксен-Майнінгену. Після франко-прусської війни, яка завершилася об'єднанням Німеччини, він присвятив себе театру. Мачуха Марії Єлизавети померла у 1872 році ще молодою, і батько одружився втретє з акторкою Еллен Франц.
Зростаючи в середовищі поклоніння мистецтву, принцеса стала великою шанувальницею музики, як і її батьки. Вважалася здібною піаністкою. Грі на фортепіано вчилася у відомого піаніста Теодора Кірхнера. Такі ж уроки їй давав Йоганнес Брамс, великий друг батька. Згодом навчалася у консерваторії. Підтримувала тісні контакти із Гансом фон Бюловим, Францом Маннштадтом, Бернхардом Мюллером, Фріцом Штайнбахом, Максом Регером та Ріхардом Штраусом.
З приводу весілля брата Бернхарда у 1878 році написала музичний твір «Танок зі смолоскипами». До дня народження композитора Йоакіма Раффа у 1886 разом із Александром Гессенським інтерпретувала сонату Брамса для фортепіано та скрипки на новий лад, відповідно церемонії вшанування юбіляра. Її перу також належать марш «Einzugsmarsch» для оркестру, колискова пісня для скрипки та фортепіано, романс фа мажор для кларнета та фортепіано, фантазія для оркестру «Aus der großen Eisernen Zeit» та інші твори.
На своїй віллі Феліцитас в Берхтесгадені принцеса регулярно зустрічалася з близьким колом митців. Заохочувала талановитих співаків, фінансуючи їхню освіту.
Одружена не була, дітей не мала.
Пішла з життя 22 лютого 1923 року поблизу Мюнхена в часи Веймарської республіки. Похована на парковому цвинтарі Майнінгена.
Віллу Феліцитас після її смерті придбав доктор Курт Ельшнер.

## Титули
- 23 вересня 1853—20 вересня 1866 — Її Світлість Принцеса Марія Єлизавета Саксен-Майнінгенська;
- 20 вересня 1866—22 лютого 1923 — Її Високість Принцеса Марія Єлизавета Саксен-Майнінгенська.